# Liste du patrimoine immobilier classé de Spa
Cette page regroupe l'ensemble du patrimoine immobilier classé de la ville belge de Spa.
| Objet | Année de construction / Architecte | Adresse                                                                          | Section communale | Coordonnées                      | Numéro d’inventaire | Illustration |
| --- | ---------------------------------- | -------------------------------------------------------------------------------- | ----------------- | -------------------------------- | ------------------- | --- |
| Les façades et les toitures de deux maisons contiguës sises à Spa, Place Pierre Legrand, rue du Marché, n°2 et 4 et rue de l'Hôtel de ville n°1, dénommées Hôtel de Lorraine et Le Ritz                    |                                    | Place Pierre Legrand, rue du Marché n°2 en 4 en rue de l'Hôtel de ville n°1, Spa |                   | 50° 29′ 32″ nord, 5° 52′ 00″ est | 63072-CLT-0001-01   | Image manquanteTéléverser |
| Les parties anciennes construites en 1774, de l'orphelinat de Spa, actuellement Casino, dit le Waux-Hall                                                                                                   |                                    |                                                                                  |                   | 50° 29′ 18″ nord, 5° 52′ 09″ est | 63072-CLT-0005-01   | Les parties anciennes construites en 1774, de l'orphelinat de Spa, actuellement Casino, dit le Waux-Hall                                   |
| Ensemble formé par la villa royale et ses abords immédiats à Spa |                                    | Spa                                                                              |                   | 50° 29′ 32″ nord, 5° 51′ 21″ est | 63072-CLT-0006-01   | Ensemble formé par la villa royale et ses abords immédiats à Spa                                                                           |
| Certains éléments de la Villa Royale, sise avenue Reine Astrid n°77 à Spa, à savoir: |                                    | Avenue Reine Astrid n°77, Spa                                                    |                   | 50° 29′ 31″ nord, 5° 51′ 26″ est | 63072-CLT-0007-01   | Certains éléments de la Villa Royale, sise avenue Reine Astrid n°77 à Spa, à savoir:                                                       |
| Ensemble formé par le parc de Sept Heures à Spa |                                    | Spa                                                                              |                   | 50° 29′ 37″ nord, 5° 51′ 30″ est | 63072-CLT-0008-01   | Ensemble formé par le parc de Sept Heures à Spa                                                                                            |
| Pavillon de Hesse-Rhinfels à Spa |                                    | Spa                                                                              |                   | 50° 29′ 37″ nord, 5° 52′ 12″ est | 63072-CLT-0009-01   | Pavillon de Hesse-Rhinfels à Spa |
| Les bois et bosquets de la Havette à Spa |                                    | Spa                                                                              |                   | 50° 29′ 04″ nord, 5° 52′ 18″ est | 63072-CLT-0010-01   | Image manquanteTéléverser |
| Fontaine de la Sauvenière à Spa |                                    | Spa                                                                              |                   | 50° 29′ 08″ nord, 5° 53′ 19″ est | 63072-CLT-0011-01   | Fontaine de la Sauvenière à Spa |
| Les façades et toitures de l'ancienne maison Dommartin, sise rue Félix Delhasse, n°s 24-26-28 et 30 |                                    | Rue Félix Delhasse n°s 24-26-28 en 30                                            |                   | 50° 29′ 34″ nord, 5° 51′ 58″ est | 63072-CLT-0012-01   | Image manquanteTéléverser |
| Le chêne appelé Al Bilance croissant en bordure du chemin Limbourg-Luxembourg, à Sart-lez-Spa |                                    | Sart-lez-Spa                                                                     |                   | 50° 28′ 58″ nord, 5° 55′ 06″ est | 63072-CLT-0013-01   | Image manquanteTéléverser |
| Certaines parties de l'immeuble John Cockerill sis Avenue Reine Astrid n°250 à Spa, à savoir: la façade nord, le pignon est et la toiture.                                                                 |                                    | Avenue Reine Astrid n°250, Spa                                                   |                   | 50° 29′ 19″ nord, 5° 50′ 27″ est | 63072-CLT-0015-01   | Image manquanteTéléverser |
| La Galerie Léopold II sise dans le parc des Sept Heures (classé par arrêté royal du 13 janvier 1977) à Spa                                                                                                 |                                    |                                                                                  |                   | 50° 29′ 35″ nord, 5° 51′ 41″ est | 63072-CLT-0016-01   | La Galerie Léopold II sise dans le parc des Sept Heures (classé par arrêté royal du 13 janvier 1977) à Spa                                 |
| Les façades, les toitures, le hall, la cage d'escalier, la salle à manger, deux cabinets situés au rez-de-chaussée et une salle à l'étage de l'ancien Hôtel Britannique sis rue de la Sauvenière n°8 à Spa |                                    | Rue de la Sauvenière n°8, Spa                                                    |                   | 50° 29′ 27″ nord, 5° 52′ 10″ est | 63072-CLT-0017-01   | Image manquanteTéléverser |
| Les façades et la totalité de la toiture de l'ancien Hôtel de Bourbon sis rue Delhasse, n°32 |                                    | Rue Delhasse n°32                                                                |                   | 50° 29′ 33″ nord, 5° 51′ 57″ est | 63072-CLT-0018-01   | Les façades et la totalité de la toiture de l'ancien Hôtel de Bourbon sis rue Delhasse, n°32                                               |
| Les façades à rue, les pignons, et la totalité de la toiture de la maison sise n°4 |                                    | Rue de Wauxhall n°4, Spa                                                         |                   | 50° 29′ 26″ nord, 5° 52′ 01″ est | 63072-CLT-0019-01   | Image manquanteTéléverser |
| Les façades à rue, les pignons, et la totalité de la toiture des maisons sises n°6 et 8 |                                    | Rue de Wauxhall n°6 en 8, Spa                                                    |                   | 50° 29′ 26″ nord, 5° 52′ 02″ est | 63072-CLT-0020-01   | Image manquanteTéléverser |
| Les trottoirs longeant les immeubles rue du Waux-Hall, n°s 4, 6 et 8 ainsi que le trottoir devant le jardin du n°8                                                                                         |                                    | Rue du Waux-Hall n°s 4, 6 en 8                                                   |                   | 50° 29′ 26″ nord, 5° 52′ 01″ est | 63072-CLT-0021-01   | Image manquanteTéléverser |
| Les façades et les toitures de l'immeuble sis Place Royale n°17, à Spa |                                    | Place Royale n°17, Spa                                                           |                   | 50° 29′ 34″ nord, 5° 51′ 52″ est | 63072-CLT-0023-01   | Image manquanteTéléverser |
| La balustrade extérieure en céramique, avenue Henrijean n°63, à Spa |                                    | Avenue Henrijean n°63, Spa                                                       |                   | 50° 29′ 03″ nord, 5° 51′ 23″ est | 63072-CLT-0024-01   | Image manquanteTéléverser |
| Ancienne école moyenne de Spa, devenu Hôtel de voyageurs, dit Le Grand Hôtel, actuellement hôtel de ville, place de l'Hôtel de Ville, n°44                                                                 |                                    | Place de l'Hôtel de Ville n°44                                                   |                   | 50° 29′ 37″ nord, 5° 52′ 00″ est | 63072-CLT-0025-01   | Ancienne école moyenne de Spa, devenu Hôtel de voyageurs, dit Le Grand Hôtel, actuellement hôtel de ville, place de l'Hôtel de Ville, n°44 |
| Les façades intérieures et extérieures avec le perron d'accès, ainsi que le hall de l'établissement thermal sis rue Royale à Spa                                                                           |                                    | Rue Royale, Spa                                                                  |                   | 50° 29′ 31″ nord, 5° 51′ 52″ est | 63072-CLT-0026-01   | Les façades intérieures et extérieures avec le perron d'accès, ainsi que le hall de l'établissement thermal sis rue Royale à Spa           |
| Les façades et toitures du château de la Fraineuse, sis avenue Amédée Hesse, n°27 à Spa |                                    | Avenue Amédée Hesse n°27, Spa                                                    |                   | 50° 29′ 47″ nord, 5° 53′ 14″ est | 63072-CLT-0027-01   | Les façades et toitures du château de la Fraineuse, sis avenue Amédée Hesse, n°27 à Spa                                                    |
| Glacière à glace naturelle de l'abattoir de Spa |                                    | Spa                                                                              |                   | 50° 29′ 19″ nord, 5° 51′ 40″ est | 63072-CLT-0028-01   | Image manquanteTéléverser |
| Les façades et la toiture, la cage d'escalier et le plafond peint au 1er étage de l'immeuble sis rue du Marché, n°22-26                                                                                    |                                    | Rue du Marché n°22-26                                                            |                   | 50° 29′ 33″ nord, 5° 52′ 04″ est | 63072-CLT-0029-01   | Les façades et la toiture, la cage d'escalier et le plafond peint au 1er étage de l'immeuble sis rue du Marché, n°22-26                    |
| Les façades et toitures du Pouhon Pierre-le-Grand à Spa |                                    | Spa                                                                              |                   | 50° 29′ 32″ nord, 5° 52′ 02″ est | 63072-CLT-0030-01   | Les façades et toitures du Pouhon Pierre-le-Grand à Spa                                                                                    |
| L'intérieur du Pouhon Pierre-le-Grand à Spa |                                    |                                                                                  |                   | 50° 29′ 32″ nord, 5° 52′ 02″ est | 63072-CLT-0031-01   | L'intérieur du Pouhon Pierre-le-Grand à Spa                                                                                                |
| Les façades et la toiture de la chapelle votive Thomas Leloup, située à l'angle des rues de la Chapelle et Albin Body à Spa (M) et établissement d'une zone de protection (ZP)                             |                                    |                                                                                  |                   | 50° 29′ 25″ nord, 5° 51′ 38″ est | 63072-CLT-0032-01   | Image manquanteTéléverser |
| Fabrique, dite pavillon Félix Bernard, situé sur la Heid de Spa, promenade Reikem |                                    | La Heid de Spa, promenade Reikem                                                 |                   | 50° 29′ 26″ nord, 5° 50′ 29″ est | 63072-CLT-0035-01   | Image manquanteTéléverser |
| La double allée de tilleuls du chemin de Fawetay et de la Heid des Pairs à Spa et ses abords sur une bande de dix mètres de large de part et d'autre de la double allée                                    |                                    | chemin de Fawetay, Spa                                                           |                   | 50° 28′ 56″ nord, 5° 51′ 20″ est | 63072-CLT-0036-01   | Image manquanteTéléverser |
| L'ancien cimetière de Spa, sis rue des Erables |                                    | Rue des Erables, Spa                                                             |                   | 50° 29′ 51″ nord, 5° 51′ 46″ est | 63072-CLT-0037-01   | L'ancien cimetière de Spa, sis rue des Erables                                                                                             |
| L'ensemble du Waux-Hall, à l'exception de l'aile en retour du XXe siècle |                                    |                                                                                  |                   | 50° 29′ 18″ nord, 5° 52′ 09″ est | 63072-PEX-0001-01   | L'ensemble du Waux-Hall, à l'exception de l'aile en retour du XXe siècle                                                                   |
| La galerie Léopold II |                                    |                                                                                  |                   | 50° 29′ 35″ nord, 5° 51′ 41″ est | 63072-PEX-0002-01   | La galerie Léopold II |